# La spiaggia
La spiaggia is een Italiaans-Franse film van Alberto Lattuada die werd uitgebracht in 1954.

## Verhaal
De prostituee Anna Maria, een weduwe, brengt haar vakantie met haar dochtertje door in een exclusieve badplaats aan de Italiaanse Rivièra. Omdat de andere hotels zijn volgeboekt komt ze terecht in een luxueus hotel. De hotelgasten, allemaal bourgeois, zijn erg nieuwsgierig maar kunnen de jonge vrouw en haar dochtertje moeilijk thuisbrengen. 
Alleen de plaatselijke politiechef weet hoe Anna Maria haar brood verdient omdat ze als prostituee geregistreerd staat. Ook burgemeester Silvio, een sympathieke vrijgezel die ze in de trein heeft leren kennen, komt dit te weten via de politiechef. Hij verneemt van Anna Maria dat ze haar leven wil herbeginnen en is bereid haar te helpen ander werk te vinden. 
Wanneer het echte beroep van Anna Maria bekend raakt wenden de badgasten zich van haar af. 

## Rolverdeling
| Acteur           | Personage                                            |
| ---------------- | ---------------------------------------------------- |
| Martine Carol    | Anna Maria Mentorsi                                  |
| Raf Vallone      | Silvio, de burgemeester van het badplaatsje Pontorso |
| Mario Carotenuto | Carlo Albertocchi                                    |
| Clelia Matania   | mevrouw Albertocchi                                  |
| Carlo Bianco     | Chiastrino, de miljonair                             |
| Nico Pepe        | de magere ex-roker                                   |
| Marco Ferreri    | de dikke ex-roker                                    |